# Сурхури
Сурхури́ (чув. Сурхури, Сурӑх-ури, также Сорхори, Сорӑх-ори) — традиционный чувашский праздник зимнего цикла, отмечаемый в период зимнего солнцестояния.
Сурхури обычно празднуется в течение одной недели, во многом аналогичен Святкам и Нардугану. После принятия христианства, этот праздник совпал с христианским Рождеством (чув. Раштав) и продолжается до Крещения (чув. Кăшарни, Шуçи).

## Название
Слово происходит от чув. сурăх ури «овечья нога» в связи с традиционными гаданиями молодёжи в этот праздник: в тёмном хлеве ловили за ногу овцу, если овца оказывалась белой масти, считалось, что муж или жена будет блондином, чёрной масти — брюнетом.

## Празднование
Обряд представляет собой комплекс ритуальных действий — колядок, гаданий и благопожеланий на предстоящий год, связанный с земледельческой и животноводческой деятельностью, молодежь определяла своих будущих суженных. Праздник сопровождался церемониями, одним из эпитетов «Сурхури» являлось «Хăратмалли кун» (День пуганий) в эту неделю чувашские дети одевались в маскарадные костюмы и бегали по ночным улицам стучась в окна домов, издавая шум, звонили в колокола, пели песни и плясали, пугали прохожих. Стуча в окно молодые люди как и в американский праздник хэллоуин задавали вопрос: сладость или гадость? Они в основном просили пироги, крупу, горох, масло, соль, молодые люди — ещё и хмель, солод. Если хозяева оказывались нещедрыми, участники обряда исполняли сатирические песни и могли например затащить лошадинные сани на вершину стога сена, разобрать и раскидать дрова, заниматься мелким хулиганством. Таким образом как и в праздник «Сĕрен» изгоняли злых темных духов, то есть прогоняли тьму, после которого световые дни начинались увеличиваться, а вечера коротеть. Сопровождалось это так же гаданиями: Сурăхури — в тёмном хлеве ловили за ногу овцу, цвет масти показывал будет жених или невеста блондином или брюнетом. Çĕрĕ яны — опускания колец в воду, после чего достовали и решали кто выйдет за кого замуж. Кĕçатă пени — кидание валенок, в какую сторону покажет носок, в той стороне и живёт суженный.